# Abdera scriptipennis
Abdera scriptipennis is een keversoort uit de familie zwamspartelkevers (Melandryidae). De wetenschappelijke naam van de soort werd in 1895 gepubliceerd door George Lewis.
De soort komt voor in Japan.